# Bóbrka (hromada)
Bóbrka – hromada terytorialna w rejonie lwowskim obwodu lwowskiego Ukrainy. Siedzibą hromady jest miasto Bóbrka.
Hromadę utworzono w ramach reformy decentralizacji.

## Miejscowości hromady
W skład hromady wchodzi miasto Bóbrka, osiedle typu miejskiego Strzeliska Nowe i 44 miejscowości
:
- Bóbrka – miasto, centrum hromady
- Strzeliska Nowe – osiedle typu miejskiego
- Bakowce
- Berteszów
- Błahodatiwka
- Chlebowice
- Chlebowice Wielkie
- Choderkowce
- Grabnik
- Honczarów
- Kniesioło
- Kołohury
- Kopań
- Kwitnewe
- Linija
- Lubeszka
- Łany
- Łanki Małe
- Łopuszna
- Mostyszcze
- Olchowiec
- Oryszkowce
- Pietniczany
- Podhorodyszcze
- Podjarków
- Podmanasterz
- Podwysokie
- Repechów
- Romanów
- Sarniki
- Seniów
- Siedliska
- Sokołówka
- Stoki
- Strzałki
- Strzeliska Stare
- Szpilczyna
- Suchodół
- Świrz
- Trybuchowce
- Wilawcze
- Wołowe
- Wołoszczyzna
- Zadębina
- Zakrzywiec